# Smicromorpha eudela
Smicromorpha eudela är en stekelart som beskrevs av Naumann 1986. Smicromorpha eudela ingår i släktet Smicromorpha och familjen bredlårsteklar. Inga underarter finns listade i Catalogue of Life.